# Dawid Kwiatkowski
Pour les articles homonymes, voir Kwiatkowski.
Dawid Piotr Kwiatkowski est un auteur-compositeur-interprète polonais né le 1er janvier 1996.

## Biographie
Il est le frère du chanteur Michal qui s'est fait connaître en France lors de la saison 3 de Star Academy. Dawid, alors âgé de 7 ans, avait d'ailleurs fait une apparition dans l'émission lors d'un prime alors que son frère chantait.
Son premier single, Biegnijmy, est sorti en Pologne sous le label HQT Music le 19 juillet 2013.
Son premier album, 9893, est sorti le 19 novembre 2013 (sous le label My Music) et s'est classé no 1 des ventes en Pologne. Son second album studio, Pop & Roll, est sorti le 19 novembre 2014 et s'est également classé premier.
Au printemps 2014, il participe à l'émission Taniec z gwiazdami (version polonaise de Danse avec les stars) pour la première édition diffusée sur Polsat (après 13 saisons sur TVN). Il termine troisième du concours, comme son frère Michal lors de sa participation en 2009. 
Dès 2018 il est coach en Pologne de The Voice Kids. 
Il est parfois surnommé par la presse comme le « Justin Bieber polonais».

## Discographie

### Albums studios
| Titre                         | Détails de l'album                                                          | Classement des ventes | Certification |
| Titre                         | Détails de l'album                                                          | POL ,                 | Certification |
| ----------------------------- | --------------------------------------------------------------------------- | --------------------- | ------------- |
| 9893                          | Sortie : 19 novembre 2013 Label : My Music, Sony Music Entertainment Poland | 1                     | POL : Or      |
| 9893 Akustycznie (acoustique) | Sortie : 28 mai 2014 Label : My Music                                       | 2                     |               |
| Pop & Roll                    | Sortie : 19 novembre 2014 Label : My Music                                  | 1                     | POL : Or      |

### Singles
| Titre                                            | Année | Album            |
| ------------------------------------------------ | ----- | ---------------- |
| Jak zapomnieć                                    | 2013  | -                |
| Biegnijmy                                        | 2013  | 9893             |
| Na zawsze                                        | 2013  | 9893             |
| Mój świat (version acoustique, ft. Patryk Kumór) | 2014  | 9893 Akustycznie |
| Tylko raz                                        | 2014  | -                |
| Nie zmienisz mnie                                | 2014  | -                |
| Jak to?                                          | 2014  | Pop & Roll       |

## Clips
| Titre             | Année | Album            |
| ----------------- | ----- | ---------------- |
| Jak zapomnieć     | 2013  | -                |
| Biegnijmy         | 2013  | 9893             |
| Na zawsze         | 2013  | 9893             |
| Tathagata         | 2013  | 9893             |
| Mój świat         | 2014  | 9893 Akustycznie |
| Tylko raz         | 2014  | -                |
| Nie zmienisz mnie | 2014  | Pop & Roll       |
| Jak to?           | 2014  | Pop & Roll       |
| Szepczę           | 2015  | Pop & Roll       |

## Récompenses et nominations
| Année | Cérémonie               | Catégorie                                          | Résultat   |
| ----- | ----------------------- | -------------------------------------------------- | ---------- |
| 2013  | Glam Awards             | Meilleur début sur eska.pl                         | Lauréat    |
| 2013  | Glam Awards             | Découverte de l'année                              | Lauréat    |
| 2014  | Kid's Choice Awards     | Meilleur artiste polonais                          | Lauréat    |
| 2014  | Plejada Top Ten         | Début de l'année                                   | Nomination |
| 2014  | Plejada Top Ten         | Prix des lecteurs Plejada                          | Lauréat    |
| 2014  | MTV Europe Music Awards | Meilleure performance polonaise de l'année         | Lauréat    |
| 2014  | MTV Europe Music Awards | Meilleure performance d'Europe de l'Est de l'année | Lauréat    |
| 2014  | MTV Europe Music Awards | Meilleure performance mondiale de l'année          | Nomination |